# Yōichirō Kakitani
Yōichirō Kakitani (jap. 柿谷 曜一朗, Kakitani Yōichirō; * 3. Januar 1990 in Osaka) ist ein ehemaliger japanischer Fußballspieler.

## Karriere

### In Japan
Bereits mit vier Jahren stieß Kakitani zur Fußballschule des Cerezo Osaka und durchlief dort einige Jugendabteilungen, bis er 2006 vom genannten Verein seinen ersten Profivertrag erhielt. Von 2009 bis 2011 wurde er an Tokushima Vortis ausgeliehen, ehe er im Jahr 2012 nach Osaka zurückkehrte und definitiv in den Kader der ersten Mannschaft von Cerezo Osaka aufgenommen wurde.
Mit Cerezo Osaka spielte er in den Saisons 2005/06, 2011/12, 2012/13 und 2013/14 in der 1. japanischen Division und in den Jahren 2007/08, 2008/09 in der 2. japanischen Division, Tokushima Vortis war zurzeit von Kakitani ein Zweitdivisionär.
In insgesamt 129 Ligaspielen erzielte der Mittelstürmer für Cerezo Osaka 37 Tore. Er wurde 2006 für den Asian Young Footballer of the Year award nominiert.

### Beim FC Basel
Im Juli 2014 wechselte Kakitani zum Schweizer Super-League-Verein FC Basel, wo er einen Vierjahresvertrag bis 30. Juni 2018 unterzeichnete. Sein Debüt für den FC Basel gab er am 2. August 2014 beim dritten Saisonspiel auswärts beim FC Thun, als er in der 77. Minute für Mohamed Elneny eingewechselt wurde. Bereits in seinem zweiten Spiel am 9. August 2014 beim 4:1-Sieg gegen den FC Zürich erzielte er in der 74. Minute sein erstes Tor zum zwischenzeitlichen 3:1.
Für den FC Basel war die Spielzeit 2014/15 sehr erfolgreich, für Kakitani unter den neuen Trainer Paulo Sousa weniger. Das Team beendet den Fussballmeisterschaft 2014/15 zum 18. Mal als Meister (zum 6. Mal in Folge) mit 12 Punkten Vorsprung auf den 2. Platzierten BSC Young Boys und 25 Punkten Vorsprung auf den 3. Platzierten FC Zürich. Basel stand wiederholt im Final des Schweizer Cups, welcher aber gegen FC Sion 0:3 verloren ging. In der 2014/15 Champions League Saison avancierte Basel bis in den Achtelfinals. Während der Spielzeit 2014/15 bestritt der FC Basel insgesamt 65 Partien (36 Meisterschaft, 6 Cup, 8 Champions League und 15 Testspiele). Unter Trainer Sousa hatte Kakitani insgesamt nur 28 Einsätze, davon 14 in der Super League, 3 im Cup, 3 in der Champions League, er fand sich häufig auf der Ersatzbank wieder. Er hatte jedoch 8 Einsätze in den Testspielen. Er schoss dabei 11 Tore (3 Meisterschaft, 4 Cup und 4 in die Testspiele).

### Nationalmannschaft
Im Jahr 2006 gewann Kakitani mit der japanischen U-17-Nationalmannschaft den U-17 AFC-Asien Cup und wurde mit vier Toren zum wertvollsten Spieler des Turniers gewählt. Im Jahr 2007 nahm er an der U17-Weltmeisterschaft in Südkorea teil und schoss in drei Spielen zwei Tore. Außerdem machte er bei der U17-WM 2007 mit einem Tor aus 50 Metern Entfernung auf sich aufmerksam.

## Erfolge

### Verein
FC Basel
- Schweizer Meister: 2015

Cerezo Osaka
- Japanischer Ligapokalsieger: 2017
- Japanischer Pokalsieger: 2017
- Japanischer Supercup-Sieger: 2018

Nagoya Grampus
- Japanischer Ligapokalsieger: 2021

### Nationalmannschaft
- U-17-Asienmeisterschaft: 2006
- Ostasienmeisterschaft: 2013

## Auszeichnungen
- Wertvollster Spieler an der U-17-Asienmeisterschaft 2006
- Torschützenkönig an der Ostasienmeisterschaft 2013
- J. League Division 1 Spieler des Monats: Mai 2013